# Justo Abaunza y Muñoz de Avilés
Justo Abaunza y Muñoz de Avilés (* 1777; † 1873) war vom 1. April bis zum 5. Mai 1851 und vom 4. August bis zum 11. November 1851 Director Supremo von Nicaragua.

## Leben
1776 wurden die Verwaltungsbezirke von Nicaragua entsprechend der Reform von Karl III. neu aufgeteilt. Das Gebiet des heutigen Nicaraguas wurde in fünf Verwaltungsbezirke aufgeteilt: León, Matagalpa, El Realejo, Sutiaba und Nicoya. Unteroffizier Abaunza war stellvertretender Gouverneur von Nicoya.
Am 13. Juli 1804 wurde Justo Abaunza y Muñoz de Avilés Delegierter des Departamentos Sutiaba, dabei war der Gouverneur der Provinz sein Gegner.
Der Historiker José Dolores Gámez Guzmán erwähnt Justo Abaunza y Muñoz de Avilés zusammen mit Fulgencio Vega in der Regierung von Silvestre Selva Sacasa (vom 13. Dezember 1844 bis zum 4. April 1845) während des Guerra de Malespín.
Abaunza und Vega gaben den Finanzierungskredit für 1.000 Musketen, 200 Fass Schießpulver und 200 Zentner Blei, 12.000 Feuersteine und 200 Gewehre, die im Hafen von El Realejo ankamen.
Am 20. Juli 1845 begrüßte Abaunza als Präfekt von Leon den Director Supremo José María Guerrero de Arcos y Molina, der die Hauptstadt von Managua nach Leon verlegte.
Mitte Juli 1849 war Abaunza in San Jorge
Auditor de Guerra (Militärstaatsanwalt). Als Auditor de Guerra hielt er das Plädoyer gegen Bernabé Somoza.
Abaunza war Parlamentsabgeordneter. Am Ende seiner Amtszeit am 1. April 1851 übergab Norberto Ramírez Áreas sein Amt an Abaunza, da sein gewählter Nachfolger José Laureano Pineda Ugarte sein Amt bis zum 5. Mai 1851 nicht angetreten hatte.
Am 4. August 1851 war Laureano Pineda mit seinem Kabinett wegen eines Militärputsches von General José Trinidad Muñoz Fernández, José María Guerrero de Arcos y Molina und Pablo Sánchez de Buitrago y Benavente nach Honduras geflüchtet.
Das Cabildo von Leon mit Mitgliedern des Parlamentes bestellte Abaunza zum Director Supremo. Francisco Castellón schreibt diese Vorgänge Intrigen von José Jorge Viteri y Ungo zu.
José Dolores Gámez charakterisiert Abaunza als weit bekannt, gut beleumundet, aber von einer einfachen Offenheit, die für Betrug leicht zugänglich war.
In dieser Zeit reklamierten drei Personen das Amt des Director Supremo für sich: Pineda im Exil in Honduras, José de Montenegro in Granada (Nicaragua) und Abaunza in Leon.
Laureano Pineda kam am 11. November 1851 mit militärischer Unterstützung von Juan Nepomuceno Fernández Lindo y Zelaya aus Honduras zurück. Pineda drohte Leon mit Truppen, zu denen die von Fruto Chamorro Pérez gehörten, anzugreifen, worauf Leon kapitulierte. Während der Kapitulationsverhandlungen wurde erreicht, dass Abaunza in einen Amnestie eingeschlossen wurde, er war aber der Gnade des Beschlusses des Parlamentes unterworfen, da Justo als Parlamentsabgeordneter Immunität genoss. Der entsprechende Parlamentsbeschluss zu Abaunza ist nicht überliefert, aber es ist anzunehmen, dass er nach El Salvador verbracht wurde, wo er Freunde hatte.
Norberto Ramírez Areas, der in León geboren war, wurde in El Salvador zum Director Supremo gewählt, um die Amtsperiode von Antonio Cañas zu beenden, der zurückgetreten war. Möglicherweise hat Abaunza mit José María Silva (* 1804, † 1876) Freundschaft geschlossen, der in Chinandega als Vertreter für El Salvador bei einer zentralamerikanischen Versammlung am 9. Januar 1851 war.
Entsprechend dem Beschluss vom 4. Februar 1885 sollten Abaunza und Silva ein zentralamerikanisches Privatrecht redigieren sowie das Strafrecht von El Salvador reformieren.
Silva war vom 14. Oktober 1834 bis 2. März 1835 und 16. Februar 1840 bis 5. April 1840 Supremo Director der Provinz El Salvador.
Der betagte Abaunza berichtete im Oktober 1872 José Dolores Gámez Guzmán in San Miguel (El Salvador) sein öffentliches Leben in Nicaragua.
Abaunza zählte zu den Ahnen von Lila Abaunza wie auch zu denen ihres Ehemannes Enrique Bolaños Geyer.